# Yetagun
Yetagun est un champ de gaz dans la mer d'Andaman près de la Birmanie,.